# Милевский, Флориан Цезаревич
Флориан Цезаревич Милевский (28 марта 1935, с. Макаровская Буда, Киевская область — 12 апреля 1994, с. Макаровская Буда, Киевская область) — советский и украинский поэт польского происхождения, журналист.

## Биография
Милевский Флориан Цезаревич родился 28 марта 1935 года в селе Макаровская Буда, Киевская область.
Отец — Милевский Цезарь Станиславович (1906 г. р.), был участником военных действий Великой Отечественной войны, трагически погиб в бою в Винницкой области.
Мать — Милевская Станислава Адольфовна (1903 г. р.). Родители Флориана по своему происхождению были поляками, так соответственно и национальность детей сохранилась. 
В их семье было четверо детей: его сестра — Мечеслава и сейчас проживает в Киевской области, сам Флориан, а также брат Адольф (умер в 1997 г.) и сестра Антонина (умерла в 2018 г.)
Дедушка Флориана — Милевский Станислав Валентинович (по польски - Валентович) родился в 1880 году в с. Буда-Макаровская Макаровского уезда Киевской губернии, в крестьянской семье. Образования не получил. Проживал в с. Буда Макаровская, работал в своем хозяйстве, был прихожанином местного храма. 23 января 1930 — арестован по групповому делу «Макаровской религиозно-католической общины, активно проводившей антисоветскую работу на селе» (агентурная разработка участников велась под шифром "Патриоты"). В «Обвинительном заключении» он был представлен как «ярый патриот Польши, к Советской власти относился отрицательно, проводил антисоветскую работу, настраивая крестьян против Советской власти». 9 мая 1930 — был освобожден до суда под подписку о невыезде (ПП СТ при КГПУ УССР). Дальнейшая судьба неизвестна.
По окончании семилетки в родном селе, Флориан учился в Забуянской средней школе. Потом работал в колхозе, служил в Советской армии, был художником-оформителем на заводе. После демобилизации он стал литературным сотрудником редакции районной газеты «Ленинская заря» в городке Макаров Киевской области. В изданиях начал печататься с 1958 года. Его стихи были напечатаны во многих изданиях, к примеру: «Смена», «Днепр», «Отечество», а также в газетах «Литературная Украина» и «Колхозное село».
Первый сборник стихотворений Флориана Милевского вышел под названием «Камень цветет искрами» в 1966 году («Молодежь», 1966 г.), а вторая — «Небо криничара»  в 1972 году. Также Флориан был членом Союза писателей Украины. В наше время его книги можно найти в Научной библиотеке имени М. Максимовича. Электронную версию можно скачать на сайте twirpx. 
70-й годовщине со дня рождения поэта был посвящён вечер памяти его творчества. А несколько статей в газете "Макаровские вести" и в наше время рассказывают о жизни и творчестве своего земляка, а именно журналисты  И. Захарченко и В. Остапчук.
Ушёл из жизни поэт 12 апреля 1994 года и похоронен на своей родине в селе Макаровская Буда.